# Dorstenia brevipetiolata
Dorstenia brevipetiolata är en mullbärsväxtart som beskrevs av C.C. Berg. Dorstenia brevipetiolata ingår i släktet Dorstenia och familjen mullbärsväxter. Inga underarter finns listade i Catalogue of Life.